# Alopecosa chagyabensis
Alopecosa chagyabensis är en spindelart som beskrevs av Hu och Li 1987. Alopecosa chagyabensis ingår i släktet Alopecosa och familjen vargspindlar. Inga underarter finns listade i Catalogue of Life.